# Natriumperoxide
Natriumperoxide (Na2O2) is het peroxide van natrium. De stof komt voor als een geel tot wit poeder dat hevig reageert met water. Natriumperoxide wordt gebruikt in de papierindustrie als bleekmiddel voor houtpulp. Het kent ook een toepassing als stof om bepaalde mineralen aan ertsen te onttrekken. Handelsnamen van de stof zijn Solozone en Flocool.

## Synthese
Natriumperoxide wordt bereid door natrium te verbranden op een temperatuur van 130–200°C:
{\displaystyle {\ce {2Na + O2 -> Na2O2}}}

## Toxicologie en veiligheid
De stof reageert hevig met water, waarbij brand kan ontstaan, en met organische verbindingen en metalen in poedervorm, waardoor ontploffingsgevaar ontstaat. Natriumperoxide is een sterk oxidatiemiddel en reageert hevig met reducerende stoffen.
De stof is zeer corrosief voor de ogen, de huid en de luchtwegen. Inademing van de stof kan longoedeem veroorzaken.

## Toepassing
Bij contact met water wordt natriumperoxide gehydrolyseerd tot natriumhydroxide en waterstofperoxide:
{\displaystyle {\ce {Na2O2 + 2H2O -> 2NaOH + H2O2}}}
Natriumperoxide wordt wel gebruikt als een absorptiemiddel voor koolstofdioxide en als regenerator van zuurstof (bijvoorbeeld in sommige duikboten):
{\displaystyle {\ce {2Na2O2 + 2CO2 -> 2Na2CO3 + O2}}}